# 노랑초파리
노랑초파리는 초파리과에 속하는 곤충으로, 몸길이는 2~2.5mm이고, 몸빛깔은 황적색이다. 머리는 가슴 폭과 같거나 조금 넓으며, 겹눈은 어두운 적갈색이다. 더듬이는 황갈색을 띤다.
가을에 흔히 볼 수 있다. 유충은 썩은 과일, 된장 등에서 발생한다. 유충은 두 번 탈피한 뒤 번데기가 되는데, 이 때 유충의 껍질이 그대로 줄어들어 번데기 껍질이 된다. 우화한 성충은 약 10시간 안에 짝짓기를 하고, 1~2일 뒤에 알을 낳는다. 한 세대는 섭씨 25도에서 10일, 15도에서 20일을 산다. 암수 구분은 수컷은 몸 크기가 작고 배 끝이 검다는 점을 이용하면 좋다.
유전학 실험에서 널리 사용하는 모델 생물이다. 배양은 주로 초파리관병과 콘밀 배지를 이용한다.

## 수명
노랑초파리의 발달기간은 온도에 따라서 달라진다. 가장 짧은 것은 온도가 28 °C (82 °F)일때이며 알에서 성체까지 7일만에 자란다. 온도가 더욱 올라가면 성장기간이 길어지는데 (30 °C (86 °F)에서 11일), 이것은 열로 인한 스트레스 때문이다. 이상적인 조건에서, 온도가 25 °C (77 °F)일 때 성장기간은 8.5일이고, 18 °C (64 °F)에서는 19일 12 °C (54 °F)에는 50일이 걸린다. 많은 수가 밀집해있는 상태에서는 성장기간이 길어지고 성체의 크기도 작아진다. 암컷은 한번에 5개씩에서 약 400개의 알을 썩는 과일이나 버섯등 다른 적당한 장소에다 낳는다. 알의 길이는 약 0.5 mm 이고 25 °C (77 °F)에서 12-15시간내에 부화한다. 알에서 나온 유충은 4일간 자라며 (25 °C에서) 부화한지 24-48시간 내에 허물벗기를 두번한다. 이 동안, 썩는 과일안의 미생물들을 먹기도 하며 과일의 당분을 섭취한다. 그 다음 유충은 고치를 만들고 25 °C에서 4일정도의 탈피과정을 거친 다음 성충이 나온다.
다

## 같이 보기
- 자웅모자이크
- 제브라피쉬

## 참조
1. 1 2 3 4 5 6 7  Ashburner M, Thompson JN (1978). 〈The laboratory culture of Drosophila〉.   Ashburner M, Wright TRF. 《The genetics and biology of Drosophila》 2A. Academic Press. 1–81.
2. 1 2 3 4 5 6 7  Ashburner M, Golic KG, Hawley RS (2005). 《Drosophila: A Laboratory Handbook.》 2판. Cold Spring Harbor Laboratory Press. 162–4쪽. ISBN 0-87969-706-7.
3. ↑  Bloomington Drosophila Stock Center at Indiana University: Basic Methods of Culturing Drosophila 보관됨 2006-09-01 - 웨이백 머신
4. 1 2  Chiang HC, Hodson AC (1950). “An analytical study of population growth in Drosophila melanogaster”. 《Ecological Monographs》 20 (3): 173–206. doi:10.2307/1948580. JSTOR 1948580.
5. ↑  Bakker K (1961). “An analysis of factors which determine success in competition for food among larvae of Drosophila melanogaster”. 《Archives Neerlandaises de Zoologie》 14 (2): 200–281. doi:10.1163/036551661X00061.